# Pseudoopterus plicaticollis
Pseudoopterus plicaticollis är en skalbaggsart som beskrevs av Blanchard 1853. Pseudoopterus plicaticollis ingår i släktet Pseudoopterus och familjen jordlöpare. Inga underarter finns listade i Catalogue of Life.